# Камбердиев, Мисост Бимболатович

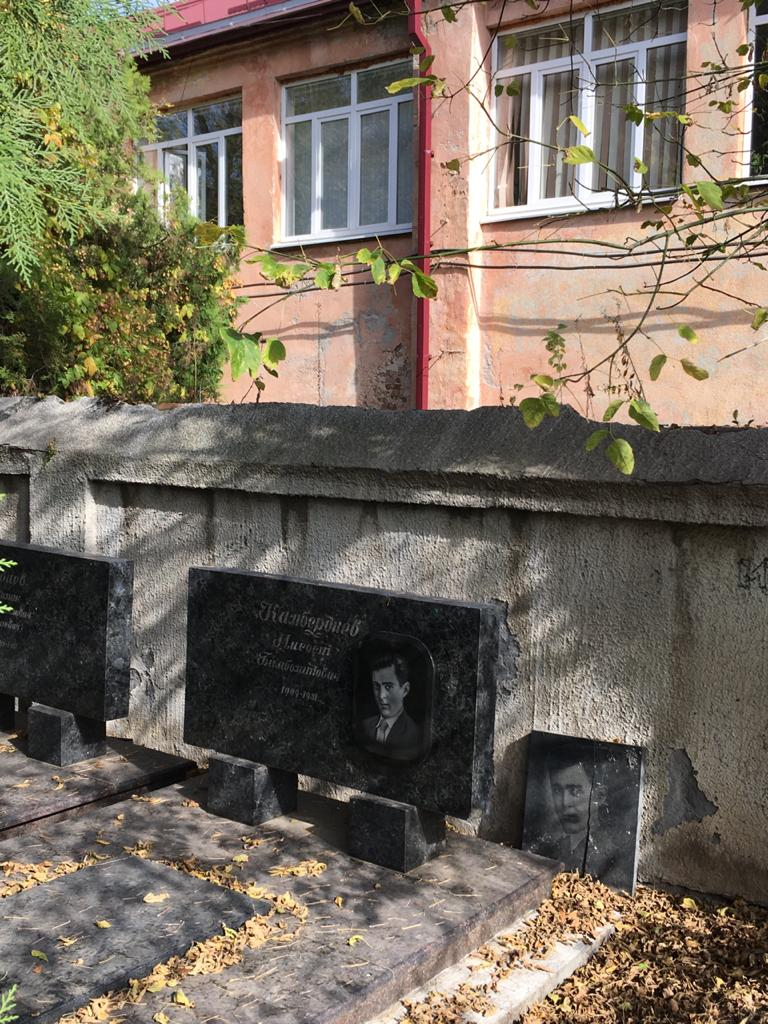
Могила Мисоста Камбердиева в ограде Осетинской церкви. Памятник культурного наследия федерального значения

Мисо́ст Бимбола́тович Камберди́ев (осет. Хъамбердиаты Бимболаты фырт Мысост; 10 июня 1909 — 5 декабря 1931) — осетинский поэт.

## Биография
Сын малоземельного крестьянина. После окончания школы учился во Владикавказе, Моздоке, Ардоне.
В 1930 году экстерном окончил литературное отделение рабфака искусств в Москве и, вернувшись на родину, приступил к редакционной и литературной работе.
Умер от туберкулеза лёгких в 1931 году в возрасте 22-х лет.
Похоронен во Владикавказе в ограде Осетинской церкви. Покоится рядом с основоположником осетинской литературы Коста Хетагуровым, многолетним градоначальником Владикавказа Гаппо Баевым и другими знатными людьми Осетии.

## Творчество
Писать стихи начал с детства. Первые его произведения появились в печати в 1926 году.
Самыми плодотворными в поэтической деятельности М. Камбердиева были годы учёбы в Москве. В этот период он создал бо́льшую часть своих лучших произведений, многие из которых печатались в московских молодежных журналах.
Внёс в осетинскую поэзию новую ритмику со смысловыми паузами, характерными для произведений В. В. Маяковского. Его по праву называют одним из самых романтичных осетинских поэтов. 
Стихи юного поэта отличались новизной содержания, неподдельной искренностью и художественным совершенством. Мало кто из осетинских поэтов того времени пользовался такой любовью народа, как Камбердиев.
Немало стихотворений Камбердиев посвятил теме борьбы против религиозных предрассудков и суеверий.
Утверждение новой морали, пришедшей на смену старым обычаям и порядкам, составляет идейно-эстетическое содержание многих стихов поэта. Произведения на патриотическую тему Камбердиева содержат глубокие думы о судьбах родины.
В 1947 году в Государственном Издательстве Северо-Осетинской АССР вышел сборник под названием «Цин» («Радость»). В 1965 в переводе на русский в Москве напечатан сборник «Стихи и поэмы» поэта.
«Комсомольским джигитом революции» назвал его поэт Ярослав Смеляков.